# مقاطعة سليفن
مقاطعة سليفن (بالبلغارية: Област Сливен)‏ هي إحدى مقاطعات بلغاريا تقع في وسط شرق بلغاريا. يقدر عدد سكانها بـ 197,473 نسمة ومساحتها 3,544.1 كم2 .

## الموقع
موقع المقاطعة بين مقاطعات بلغاريا: